# Douglas A-4 Skyhawk
Pour les articles homonymes, voir A4 et A-4.
Le Douglas A-4 Skyhawk est un avion d'attaque (surnommé « scooter ») léger construit par les États-Unis, initialement destiné à être embarqué à bord de porte-avions.
Robuste, efficace et peu coûteux, cet avion rencontre un important succès commercial avec près de 3 000 exemplaires construits pour une dizaine de pays utilisateurs. Mis en service en 1956 dans la marine américaine et resté en production pendant 27 ans, le dernier étant livré le 27 février 1979, il est toujours utilisé en 2018 par le Brésil et l'Argentine, Israël l'ayant retiré du service en 2015.
Entre 1974 et 1986, le Skyhawk équipe la patrouille acrobatique des Blue Angels de la marine américaine.

## Historique

### Conception

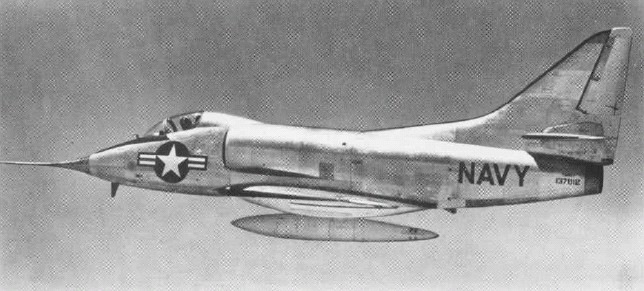
Le XA4D-1, prototype du Skyhawk en 1954.

En 1951, constatant l'augmentation rapide de la masse des avions militaires, Edward Henry Heinemann, ingénieur en chef de Douglas, demande à son équipe de concevoir un avion de chasse léger. Le résultat de cette étude, menée sur les fonds propres de la société, est soumis à la marine américaine en janvier 1952, alors que celle-ci cherche plutôt un avion d'attaque au sol. Elle demande donc à Douglas de revoir sa copie et de répondre aux exigences suivantes : vitesse de 800 km/h, rayon d'action de 550 km, emport d'une charge de 908 kg (potentiellement une bombe atomique) et masse inférieure à 13 600 kg.
Quelques semaines plus tard, Douglas propose un avion deux fois plus léger, volant 160 km/h plus vite que demandé avec un rayon d'action supérieur de 185 km, et n'a donc aucun mal à décrocher un contrat de développement. L'idée de base était d'utiliser une aile delta qui permettait de stocker une bien plus grande quantité de carburant qu'une aile en flèche classique. De plus, l'envergure réduite supprimait le besoin d'un système de repliage des ailes pour le stockage sur porte-avions, permettant ainsi de gagner de la place.

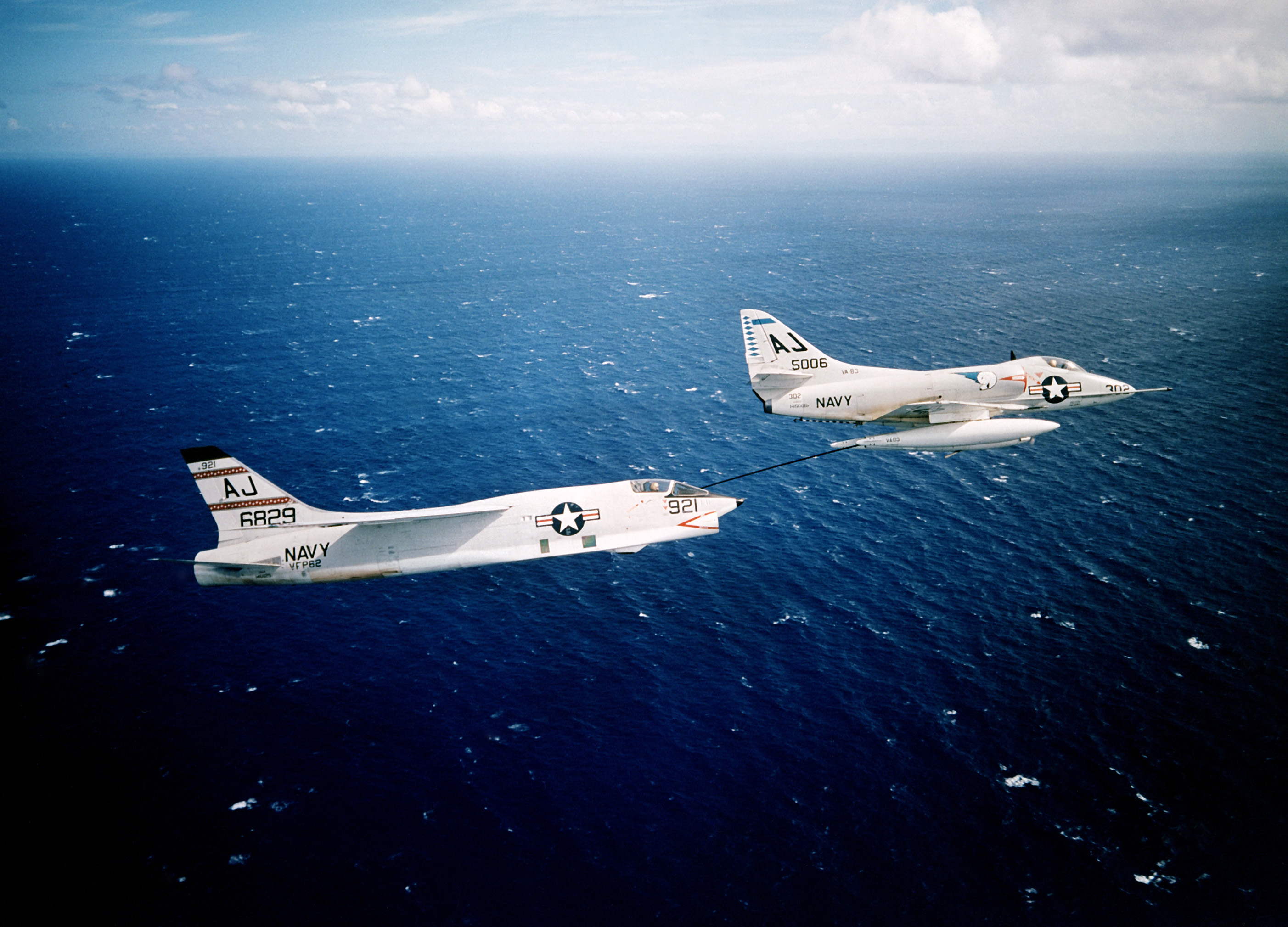
Un A4D-2 (A-4B) ravitaille en vol un F8U-1P (RF-8A) au début des années 1960.

Le premier prototype, désigné XA4D-1, fait son vol inaugural le 22 juin 1954. Il est suivi deux mois plus tard par le premier avion de série, équipé d'une tuyère et d'un pare-brise modifiés, de deux canons de calibre 20 mm, et capable d'emporter 2 270 kg de charge sur trois pylônes. Les livraisons de A4D-1 (ou A-4A) à l'US Navy commencent en octobre 1956, l'US Marine Corps recevant ses premiers avions en janvier 1957.
Quelques mois plus tard, une version modifiée apparaît, le A4D-2 ou A-4B selon la nouvelle appellation, avec une dérive renforcée, une perche de ravitaillement en vol fixe et quelques autres améliorations, notamment la capacité de tirer le missile air-sol Bullpup. Cette version est aussi capable de transporter un réservoir de ravitaillement en vol en position centrale.
Le 15 octobre 1955, un A4D-1 établit un nouveau record de vitesse sur circuit de 100 km, avec une moyenne de 1 118 km/h.

### Versions pour les États-Unis

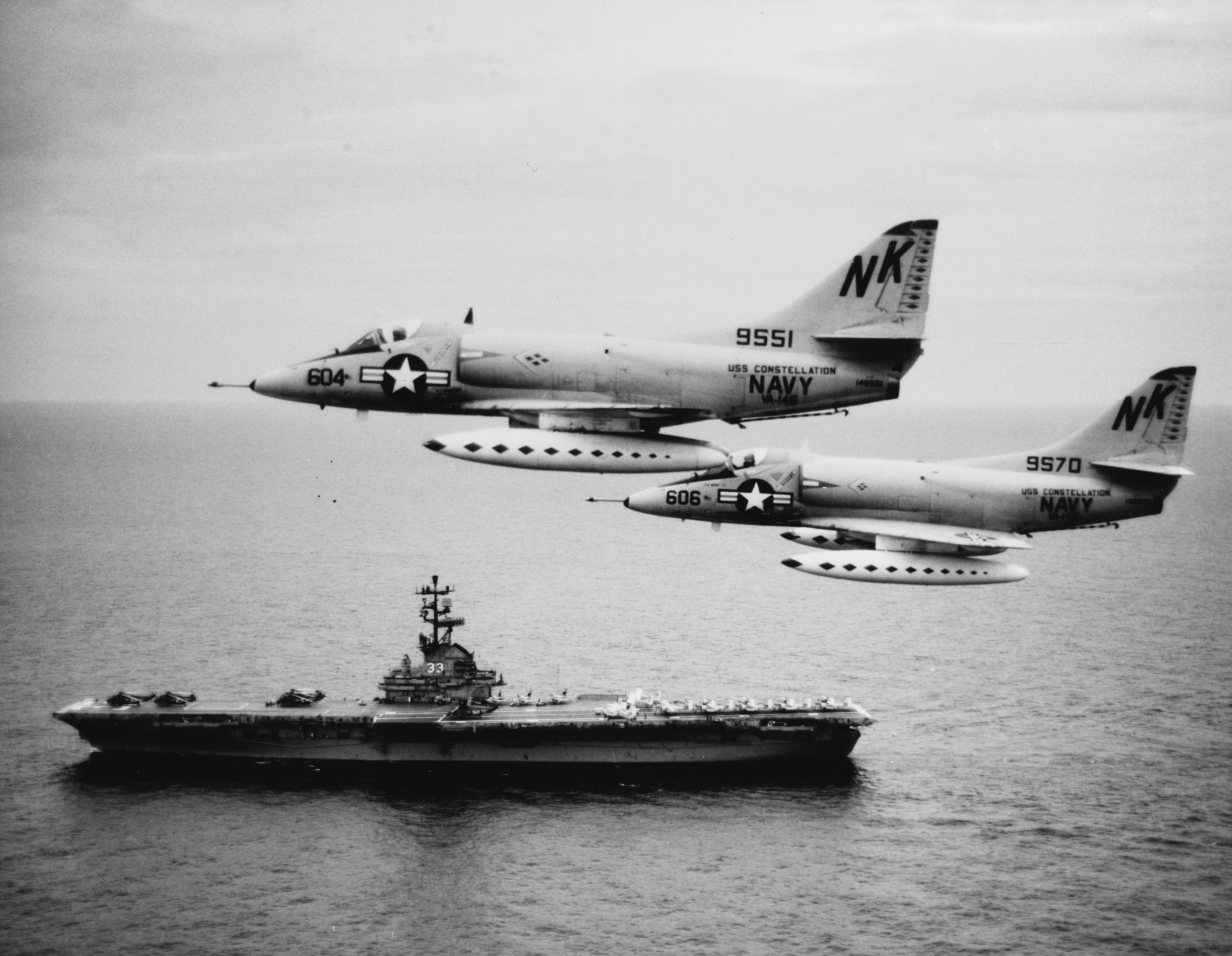
Deux A-4C du VA-146 Blue Diamonds embarqués sur le USS Constellation (CVA-64) au-dessus du golfe du Tonkin en aout 1964; l' USS Kearsarge (CV-33) est visible en arrière-plan.

La première version capable de voler de nuit ou par mauvais temps, l'A4D-2N ou A-4C selon sa nouvelle appellation, apparaît mi-1958. Elle est équipée d'un radar d'évitement de terrain, d'un système de bombardement à basse altitude, d'un pilote automatique, d'un réacteur offrant 10 % de puissance supplémentaire, et de diverses autres modifications.
Il faudra ensuite attendre juillet 1961 pour assister au premier vol de la version suivante, l'A4D-5, ou A-4E nettement améliorée : son nouveau réacteur moins gourmand en carburant lui offre une autonomie bien supérieure, les deux pylônes ajoutés sous les ailes font passer la capacité d'emport de charge à 3 720 kg, et de nombreuses modifications sont apportées à l'électronique de bord.

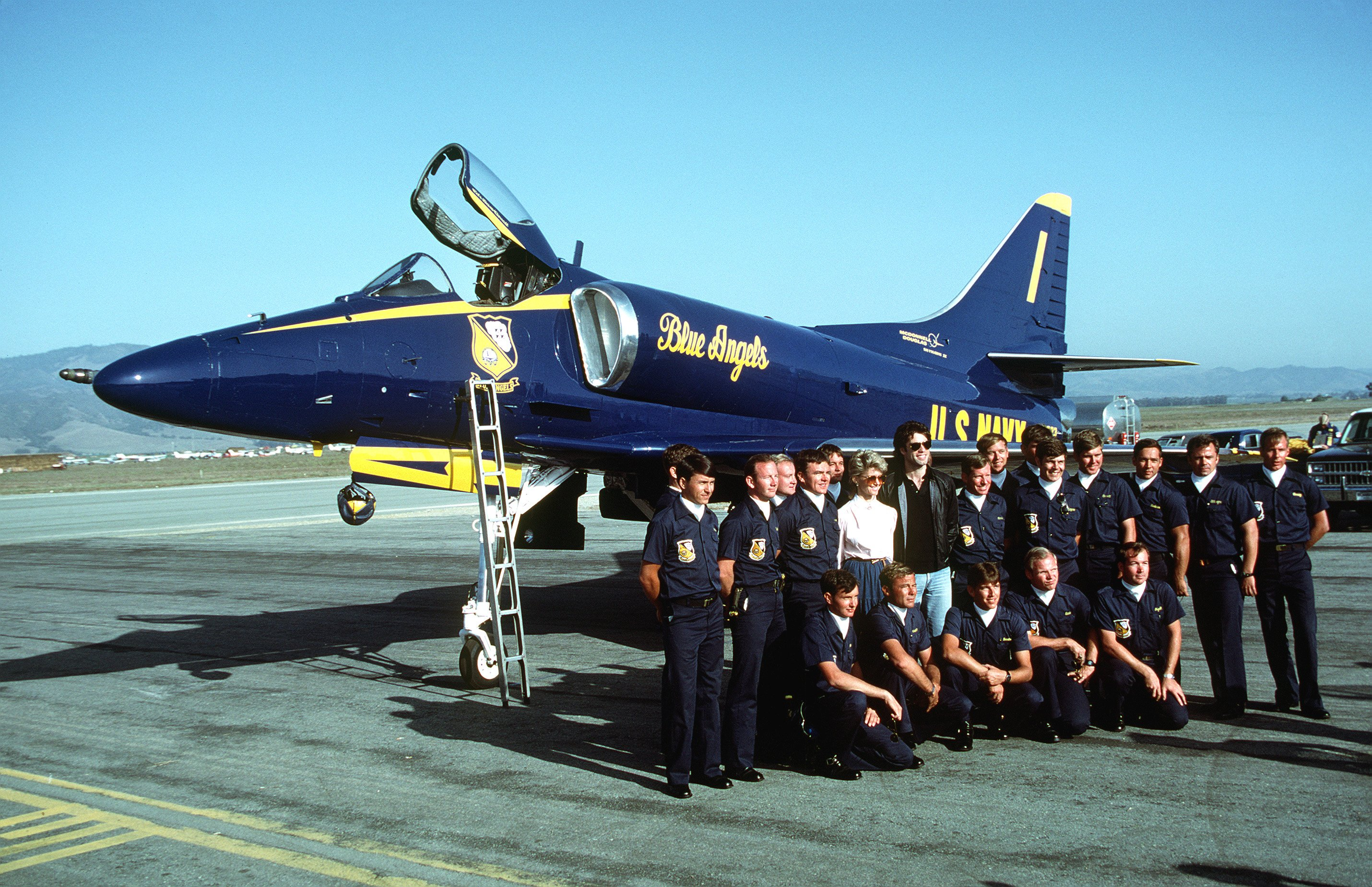
Un A-4F de la patrouille acrobatique des Blue Angels en 1983 (sont présents sur la photo les acteurs John Travolta et Olivia Newton-John).

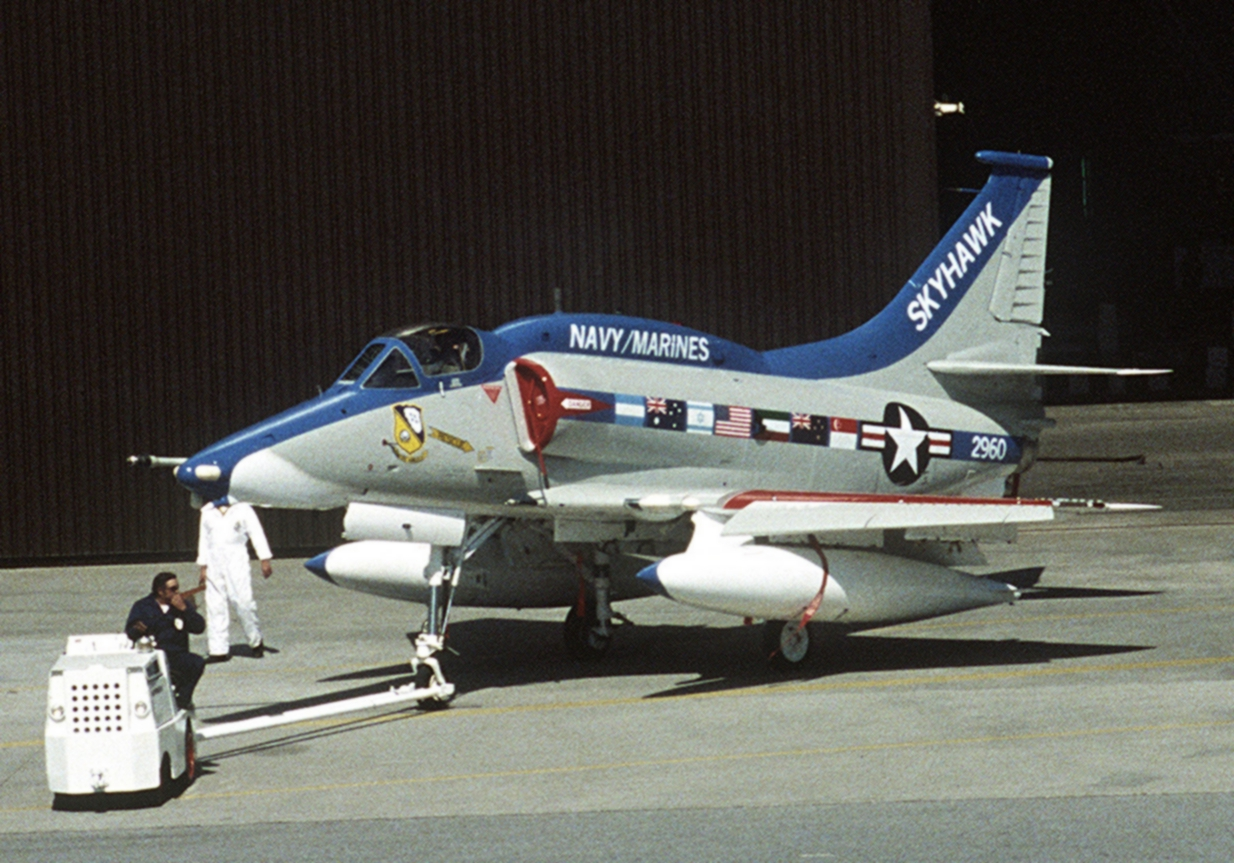
Le dernier Skyhawk A-4M livré à l'United States Marine Corps Aviation le 27 février 1979 arbore les drapeaux des pays clients de cet avion.

Mi-1965 vole le premier exemplaire de la version biplace d'entraînement TA-4E/TA-4F, qui conserve toutes les capacités opérationnelles des versions monoplaces. Le fuselage est allongé de 71 cm pour loger le second poste de pilotage et un réacteur plus puissant est installé. Parallèlement, une version A-4F est commandée pour fournir de nouveaux avions destinés à compenser les pertes dues à la guerre du Viêt Nam. Elle fait son premier vol fin août 1966 et dispose entre autres du réacteur de la version biplace, ainsi que d'un train d'atterrissage avant modifié. Alors que les livraisons ont commencé, il s'avère nécessaire d'intégrer de nouveaux équipements électroniques. Comme plus aucune place n'est disponible dans le fuselage, un conteneur spécial est ajouté sur le dos, formant une bosse entre le poste de pilotage et la dérive. Cette modification est apportée aux A-4F déjà livrés ainsi qu'aux A-4E encore en service, dont la plupart reçoivent également le nouveau réacteur.

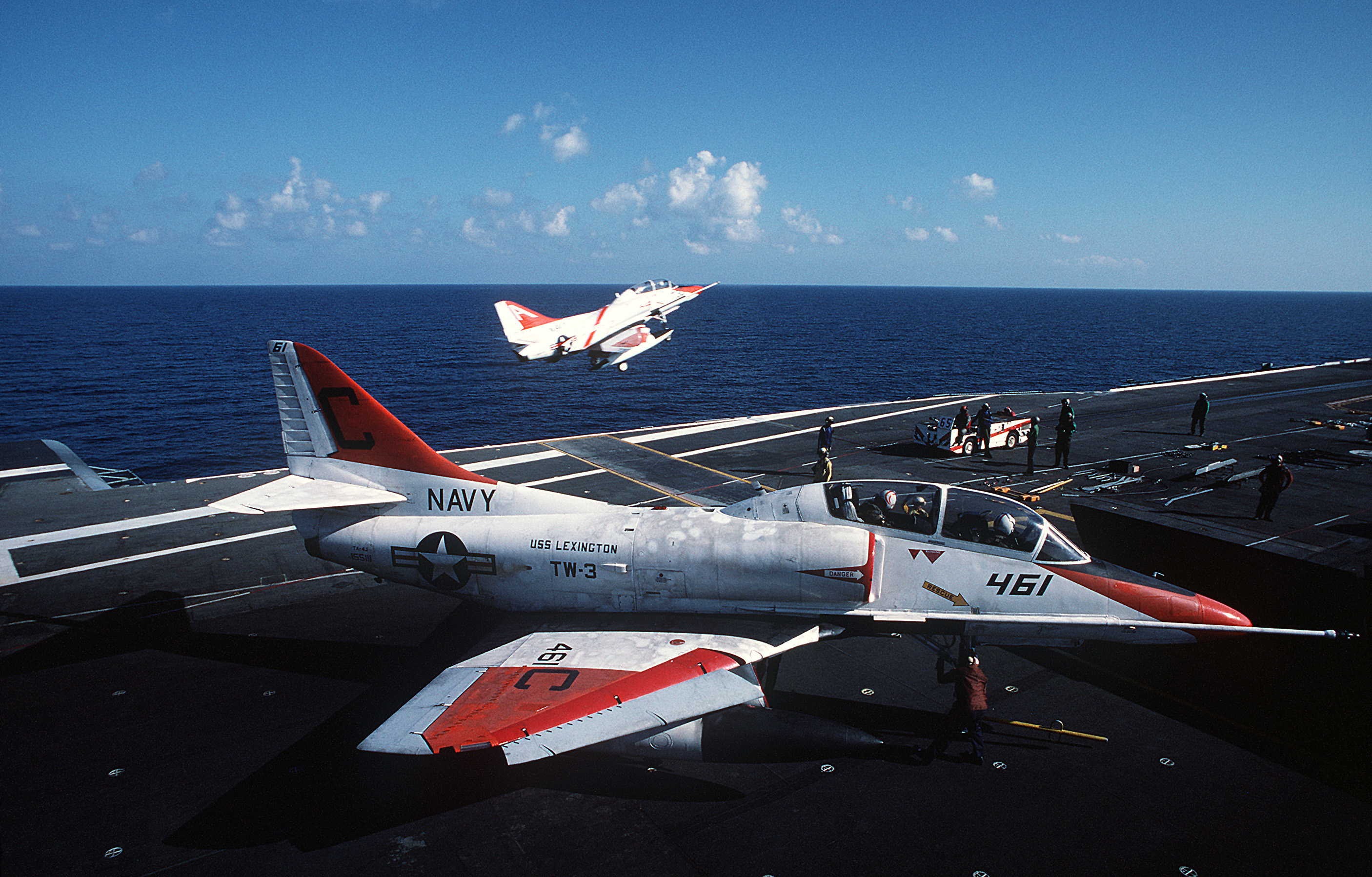
Deux TA-4J biplaces de l'US Navy

En 1968 apparaît une nouvelle version biplace TA-4 J, sur laquelle le système de ravitaillement en vol et la plupart de l'armement sont retirés. L'année suivante, 100 vieux A-4C des unités de réserves sont modifiés par remplacement du réacteur et ajout du conteneur électronique dorsal, devenant ainsi des A-4L.
En avril 1970 vole le premier exemplaire de la version A-4M, spécifiquement développée pour l'US Marine Corps. Elle dispose en particulier d'un réacteur avec 20 % de puissance supplémentaire, d'un poste de pilotage offrant une meilleure visibilité au pilote, et d'un parachute de freinage. Cette version recevra d'autres améliorations au fil du temps, concernant principalement l'électronique embarquée, avec par exemple un système de visée laser installé dans le nez
Enfin, en 1978, l'US Marine Corps fait modifier des biplaces TA-4F pour s'en servir d'avions de contrôle aérien avancé. Ces avions sont alors désignés OA-4M et reçoivent la plupart des systèmes électroniques installés sur le A-4M.
Le VMA-131 de l'US Marine Aircraft Group 49 (Les Diamondbacks) retira ses quatre derniers OA-4M le 22 juin 1994. Les versions d'entrainement des Skyhawk furent utilisées par l'US Navy, comme "agresseurs", "imitant" le Mikoyan-Gurevich MiG-17. Ils servirent dans ce rôle à l'United States Navy Fighter Weapons School ou "Top Gun" jusqu'en 1999.
À la fin de la saison 1973 de ses démonstrations en vols, la patrouille acrobatique de l'US Navy, (les Blue Angels), mit ses McDonnell Douglas F-4J Phantom II à la retraite, et commença à s'entraîner pour la saison 1974 sur l'A-4F Skyhawk. Huit exemplaires furent initialement modifiés pour cette utilisation, voyant leur « bosse de chameau » — la soute à avionique — retirée et recevant un parachute de freinage, un système d'alimentation en carburant pour le vol inversé (accumulateurs de vol inversé), ainsi qu'un système de production de fumée. Ils reçurent également une échelle rétractable intégrée, leurs stabilisateurs horizontaux reçurent un réglage d'angle d'incidence différent, et leurs becs de bord d'attaque furent définitivement scellés en position rétractée. Dix-huit exemplaires modifiés de l'A-4F furent utilisés au cours de leurs treize années de service au sein des Blue Angels. La patrouille acrobatique reçut également quatre TA-4J pendant cette période. Les Skyhawks furent eux-mêmes remplacés par les McDonnell Douglas F/A-18 Hornet en novembre 1986. Les derniers Skyhawks de l'US Navy, des TA-4J utilisés comme « adversaires » au cours des entraînements au sein du composite squadron VC-8 à la Station Navale Roosevelt Roads, furent officiellement retirés du service le 3 mai 2003.

## Combat air-air
Le Skyhawk n’a jamais été conçu pour le combat air-air, de ce fait, quand deux Skyhawks abattent des Mig-17, c’est une performance, d’autant plus que deux des trois Mig 17 abattus le sont par des roquettes air sol.
Pendant la Guerre du Viêt-Nam, le 1er mai 1967, un Skyhawk, piloté par Lieutenant Commander Theodore Swartz abat un Mig-17 avec une roquette Zuni, c'est le seul Mig-17 abattu par un Skyhawk durant la guerre du Viet-Nam.
Durant la guerre d'usure dans le conflit israélo-arabe, le 12 mai 1970 le colonel Ezra Dota abat lui aussi un MiG-17 avec une roquette air-sol. Quelques instants plus tard, il a aussi abattu un second Mig-17, mais cette fois avec ses canons de calibre 30 mm.
La Marine Australienne mit en service la version A-4G. Cette version a été spécialement conçue pour la Marine Australienne qui cherchait à équiper le porte-avions HMAS Melbourne pour des missions de défense de la flotte. Cette version fut équipée d’un radar AN/APG-53A à capacité air-air et avec la possibilité d’emporter 4 missiles Sidewinder.

## Marché civil
Outre les A-4 acquis par divers musées, quelques dizaines d'appareils d'occasion démilitarisés ont été reprises par des particuliers, collectionneurs privés, associations et entreprises. La Federal Aviation Administration en compte, en septembre 2012, 49 enregistrés aux États-Unis. Entre autres, Draken International fondé en 2012 en Floride possède dans sa flotte 11 A-4 anciennement néo-zélandais. En 2019, la société française Secapem en utilise deux. Airborne Tactical Advantage Company en avait acquis 10 en 2008 qui ont été retirés en 2012.

## Engagements

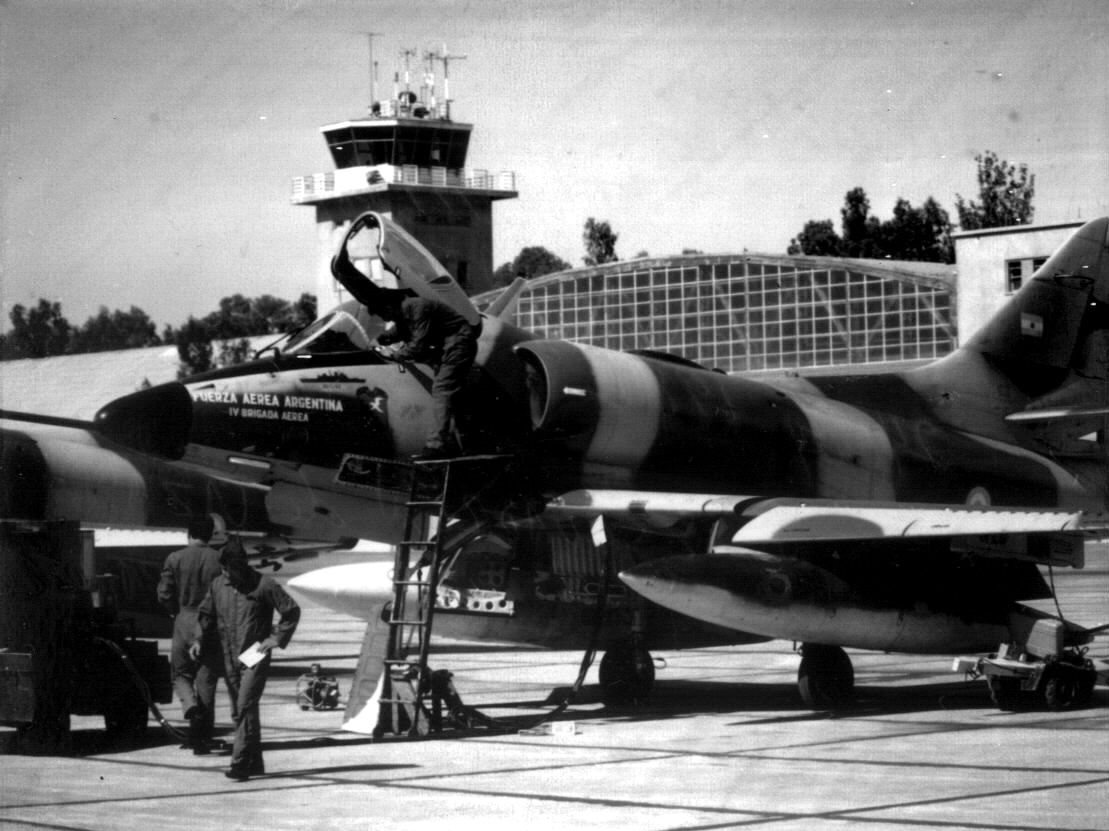
A-4C argentin de la durant la guerre des Malouines sur la base de Mendoza-El Plumerillo, le 24 mai 1982

Le Skyhawk a été utilisé au combat :
- par les États-Unis pendant la guerre du Viêt Nam ;
- par Israël pendant la guerre du Kippour ;
- par l'Argentine pendant la guerre des Malouines ;
- par le Koweït pendant la guerre du Koweït (1990-1991).

## Versions
- A-4A - Version initiale (A4D-1, 165 exemplaires)
- A-4B - Diverses améliorations mineures (A4D-2, 542 exemplaires)
- A-4C - Réacteur plus puissant, capacité tout-temps (A4D-2N, 638 exemplaires)
- A-4E - Réacteur plus puissant, électronique améliorée, capacité d'emport augmentée (A4D-5, 500 exemplaires)
- A-4F - Réacteur plus puissant, conteneur électronique dorsal (147 exemplaires)
- TA-4E/TA-4F - Version biplace d'entraînement, réacteur plus puissant (241 exemplaires)
- A-4G/TA-4G - Versions de défense aérienne pour l'Australie (12 exemplaires plus 10 A-4F modifiés)
- A-4H/TA-4H - Versions basées au sol pour Israël (100 exemplaires)
- TA-4J - Version biplace d'entraînement simplifiée (226 exemplaires)
- A-4K/TA-4K - Version pour la Nouvelle-Zélande (14 exemplaires plus 10 A-4G/TA-4G modifiés)
- A-4KU/TA-4KU - Version avec électronique dégradée pour le Koweït (36 exemplaires)
- A-4L - Mise au standard A-4E/A-4F de 100 A-4C des unités de réserve
- A-4M - Version finale pour l'US Marine Corps avec réacteur plus puissant, etc. (160 exemplaires)
- A-4N - Version dérivée du A-4M destinée à Israël (117 exemplaires)
- OA-4M - Version destinée au contrôle aérien avancé pour l'US Marine Corps (23 TA-4F modifiés)

## Utilisateurs
- Utilisateurs actuels
- Anciens utilisateurs

- Argentine (25) 
  - Force aérienne argentine - Ayant acheté d'anciens A-4B de l'US Navy dès 1965, l'Argentine doit cependant attendre 1970 pour être livrée. Désignés A-4P, ces 50 avions, livrés en 2 lots de 25, sont complétés en 1975, par 25 anciens A-4C toujours en provenance de l'US Navy. Durant la guerre des Malouines en 1982, l'armée de l'air déploie 38 Skyhawk (26 A-4P et 12 A-4C). En tout, 19 Skyhawk (10 A-4P et 9 A-4C) furent perdus. Après la guerre, les avions restants furent modifiés au cours du programme Halcon, qui comprenait le montage de canons DEFA de calibre 30 mm, la possibilité de transporter des missiles air-air, et d'autres détails mineurs, et furent tous transférés à la 5e Brigade. Ils furent retirés des effectifs en 1999, et remplacés par 36 OA/A-4AR Fightinghawk. Quelques fuselages de TA-4J et A-4E furent aussi livrés comme pièces détachées. Alors que les A-4AR auraient dû être retirés en 2018, quatre sont opérationnels en mars 2018 et l’Argentine cherche à les maintenir en état [8].

- Brésil (12)

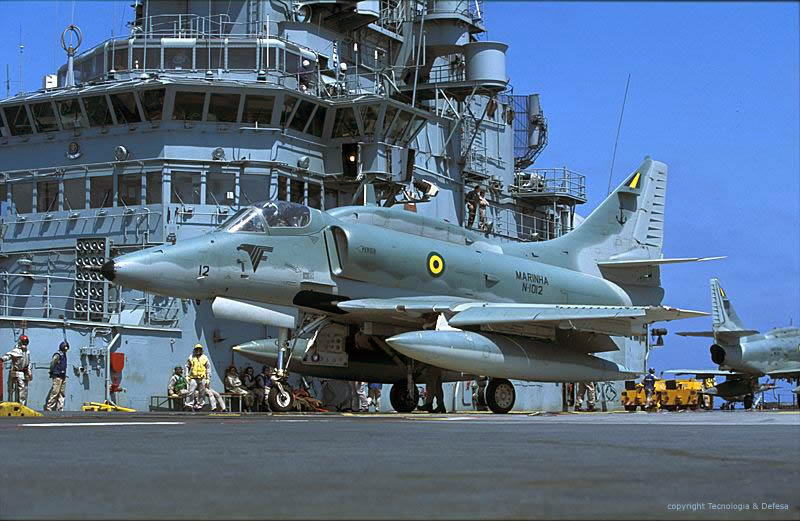
Un A-4KU à bord du NAeL São Paulo. Ils sont désignés AF1 depuis leur rachat la marine brésilienne en 1997.

  - Aviation navale brésilienne - Le Brésil est le dernier acquéreur du A-4, avec 20 A-4KU et A-4KU rachetés d'occasion au Koweït et livrés en septembre 1998. Ces avions sont désignés localement AF-1 (monoplaces) et AF1-A (biplaces). 12 (9 monoplaces et 3 biplaces) d'entre eux devait subir un programme de modernisation dont l'installation d'un radar EL/M-2032 (en) par un contrat a été signé en 2009[9]. Le premier de ces avions rénovés, appelés AF1-B (les biplaces seront des AF1-C) et qui doivent rester en service jusqu'en 2025, a été remis le 26 mai 2015[10]. Finalement, seuls cinq monoplaces et deux biplaces ont pu bénéficier de cette modernisation à la suite de plusieurs accidents, le dernier est livré en avril 2022 et doit rester opérationnel jusqu'en 2030[11]. Ces avions étaient destinés à être embarqués sur le porte-avions brésilien São Paulo (A12), ex porte-avions français Foch, et appartiennent au 1º Esquadrão de Interceptação e Ataque (VF-1) FALCOES (Faucons ou Hawks en anglais). Avec le désarmement du navire en 2017, ils sont actuellement basés sur la base aérienne de São Pedro da Aldeia[12].

### Anciens utilisateurs
- États-Unis (1956-2003)
  - Marine des États-Unis
  - Corps des Marines des États-UnisLe A-4Q 0655/3-A-202 de la marine argentine restauré pour exposition en 2007
- Argentine (1971-1988)

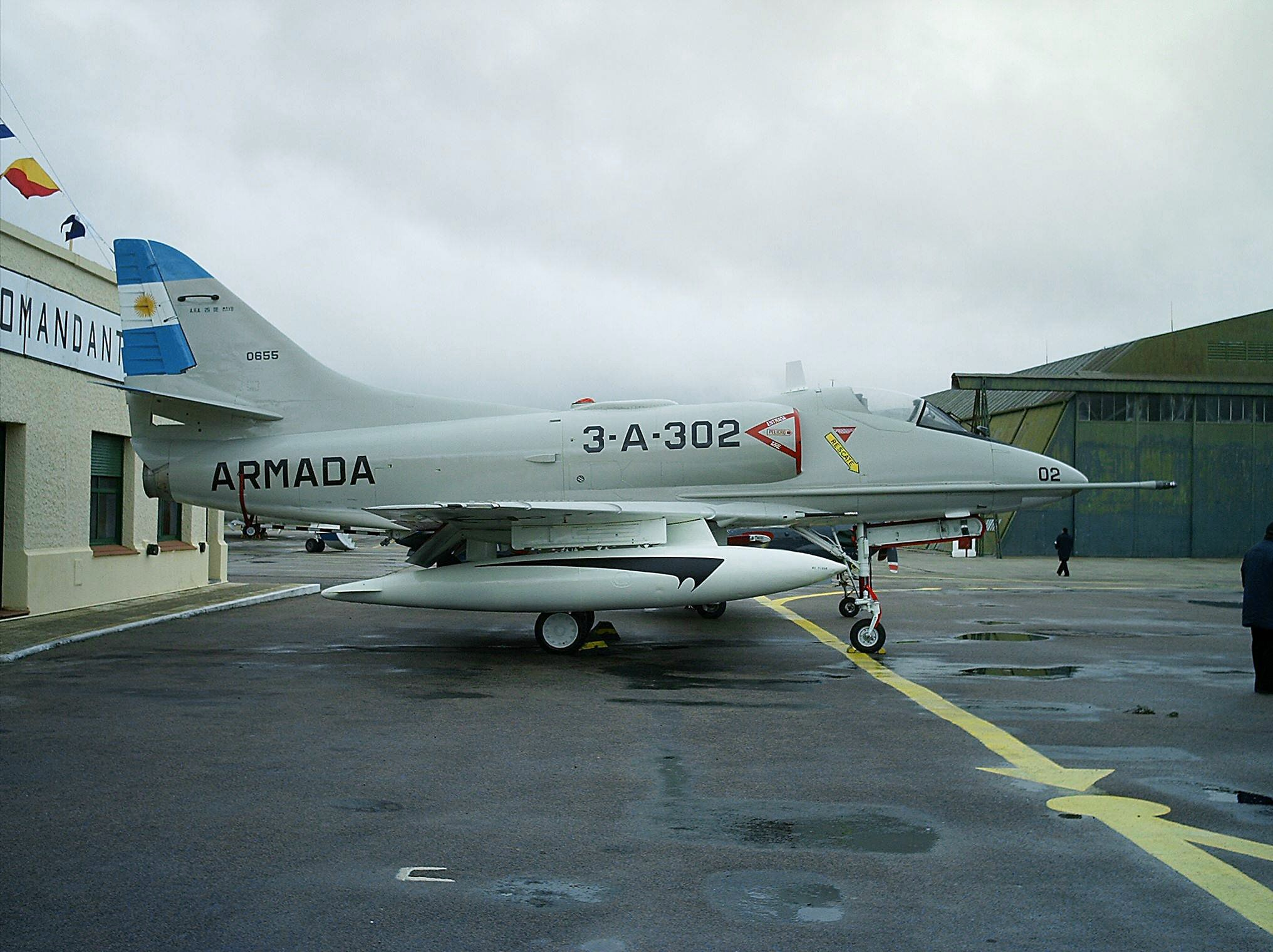
Le A-4Q 0655/3-A-202 de la marine argentine restauré pour exposition en 2007

  - Aviation navale argentine - En 1971, la marine argentine acquiert 16 ex-A-4B convertis en A-4Q capables de tirer le missile air-air AIM-9 Sidewinder. Durant la guerre des Malouines en 1982, sur les 10 appareils déployés par l'aviation navale à partir de ses bases terrestres, 3 A-4Q sont perdus. En 1983, les États-Unis interdisent la livraison par Israël de 24 A-4H destinés au remplacement des A-4Q de la marine argentine. Les A-4Q sont retirés des effectifs en 1988.
- Australie (1967-1984)
  - Forces aériennes de la marine australienne - En 1965, l'Australie commande une version du A-4F capable de tirer le missile air-air AIM-9 Sidewinder, afin d'assurer également des missions de défense aérienne. Une première série est livrée en 1967, suivie d'une autre en 1970. Les derniers avions encore en état de vol sont finalement revendus à la Malaisie et à la Nouvelle-Zélande au milieu des années 1980.Un A-4N israélien en présentation statique en 2008. Noter l'extension de la tuyère du réacteur.
- Israël (1967-2015)

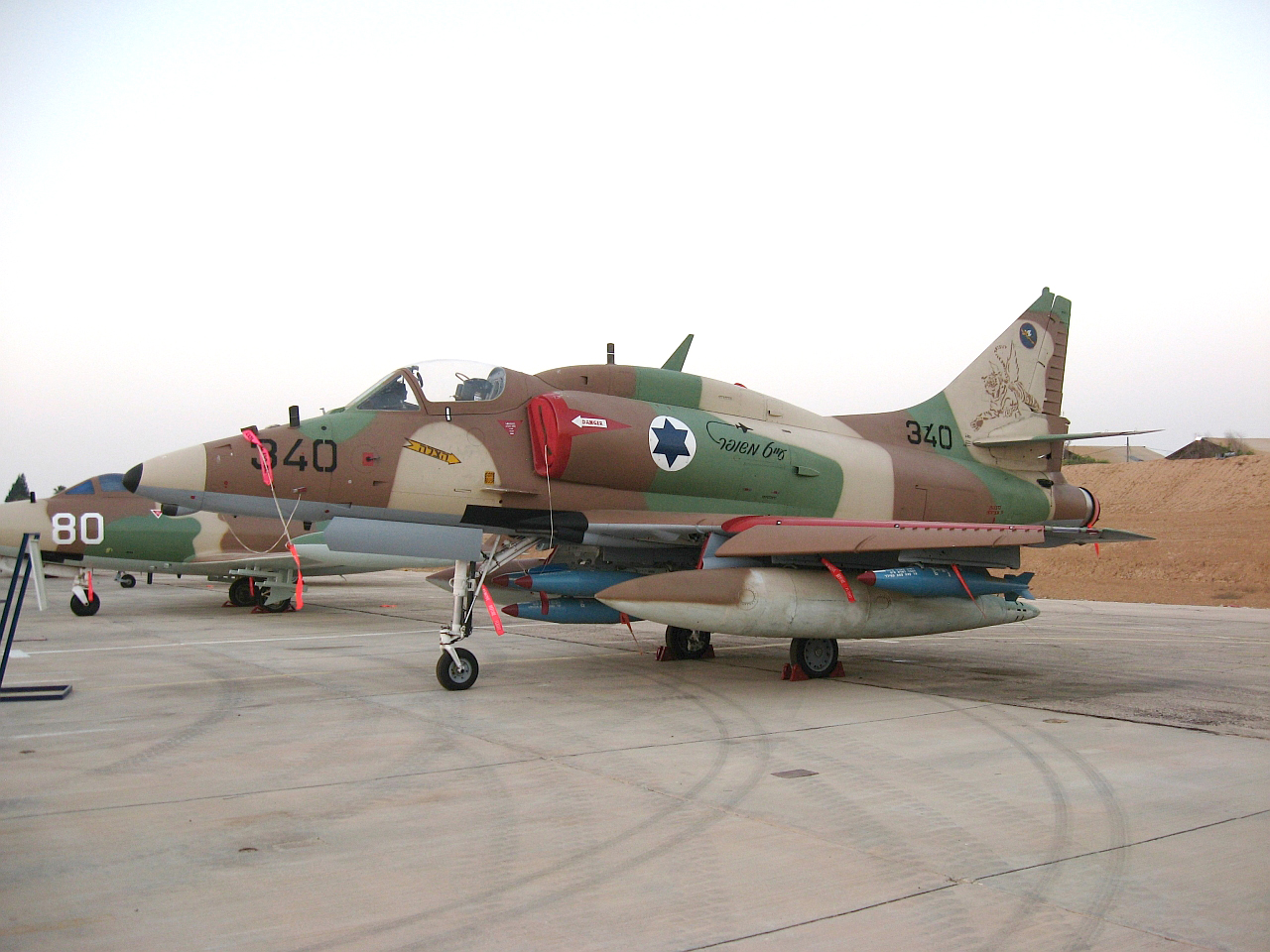
Un A-4N israélien en présentation statique en 2008. Noter l'extension de la tuyère du réacteur.

  - Force aérienne et spatiale israélienne - En 1966, après 3 ans d'attente, Israël est finalement autorisé à acheter un dérivé du A-4E. Les premiers exemplaires sont livrés fin 1967, juste après la guerre des Six Jours, et reçoivent aussitôt quelques modifications locales comme le remplacement des canons de calibre 20 mm par des canons de 30 mm, et l'allongement de la tuyère du réacteur afin d'en réduire la signature infrarouge. Pour compenser les pertes infligées lors de la guerre du Kippour, d'anciens A-4E de l'US Navy sont livrés en 1973. Une quinzaine d'entre eux sont vendus à l'Indonésie en 1979. Parallèlement, plus d'une centaine d'exemplaires d'une version dérivée du A-4M sont livrés entre 1972 et 1976. Au total 236 appareils ont été livrés à l'état hébreu. Les derniers appareils sont retirés en décembre 2015[13].
- Indonésie (1980-2003)
  - Armée de l'air indonésienne - Une quinzaine d'appareils sont acquis auprès d'Israël en 1979 et livrés à partir de 1980. En 1982, l'Indonésie complète les A-4H rachetés trois ans plus tôt à Israël par un lot de A-4E provenant de l'US Navy.Un A-4KU du Koweït pendant la guerre du Golfe de 1991
- Koweït (1976-1997)

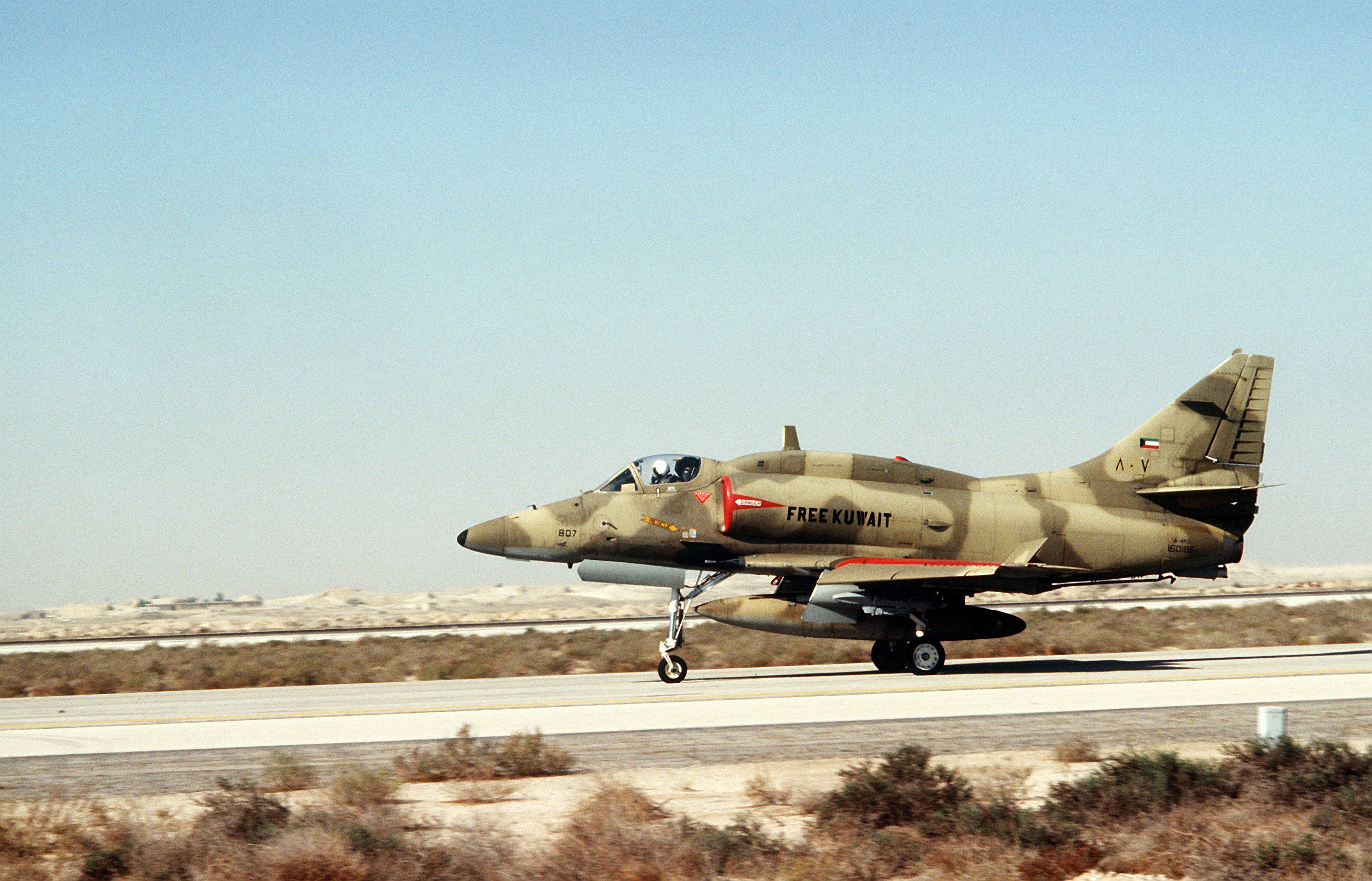
Un A-4KU du Koweït pendant la guerre du Golfe de 1991

  - Force aérienne koweïtienne - Fin 1974, le Koweït se porte à son tour acquéreur de A-4KU capables d'emporter le missile air-air AIM-9 Sidewinder et disposant de certaines améliorations du A-4M comme le nouveau réacteur, mais avec une avionique nettement simplifiée. Les livraisons ont lieu en 1977 et 1978. Après avoir été utilisés lors de la guerre du Golfe de 1991, ces avions sont retirés du service et une partie d'entre eux revendus au Brésil en 1997 et servent actuellement dans la marine brésilienne.
- Malaisie (1984-1995)
  - Force aérienne royale de Malaisie - En 1980, la Malaisie commande un lot de A-4C et A-4L issus des surplus américains. Ces avions subissent un important programme de révision et de remise à niveau, notamment des systèmes électroniques, et deviennent capables d'emporter le missile air-air AIM-9 Sidewinder et le missile air-sol AGM-65 Maverick. Les livraisons s'étalent sur 1985 et 1986.Un TA-4K biplace de l'armée de l'air de Nouvelle-Zélande
- Nouvelle-Zélande (1970-2001)

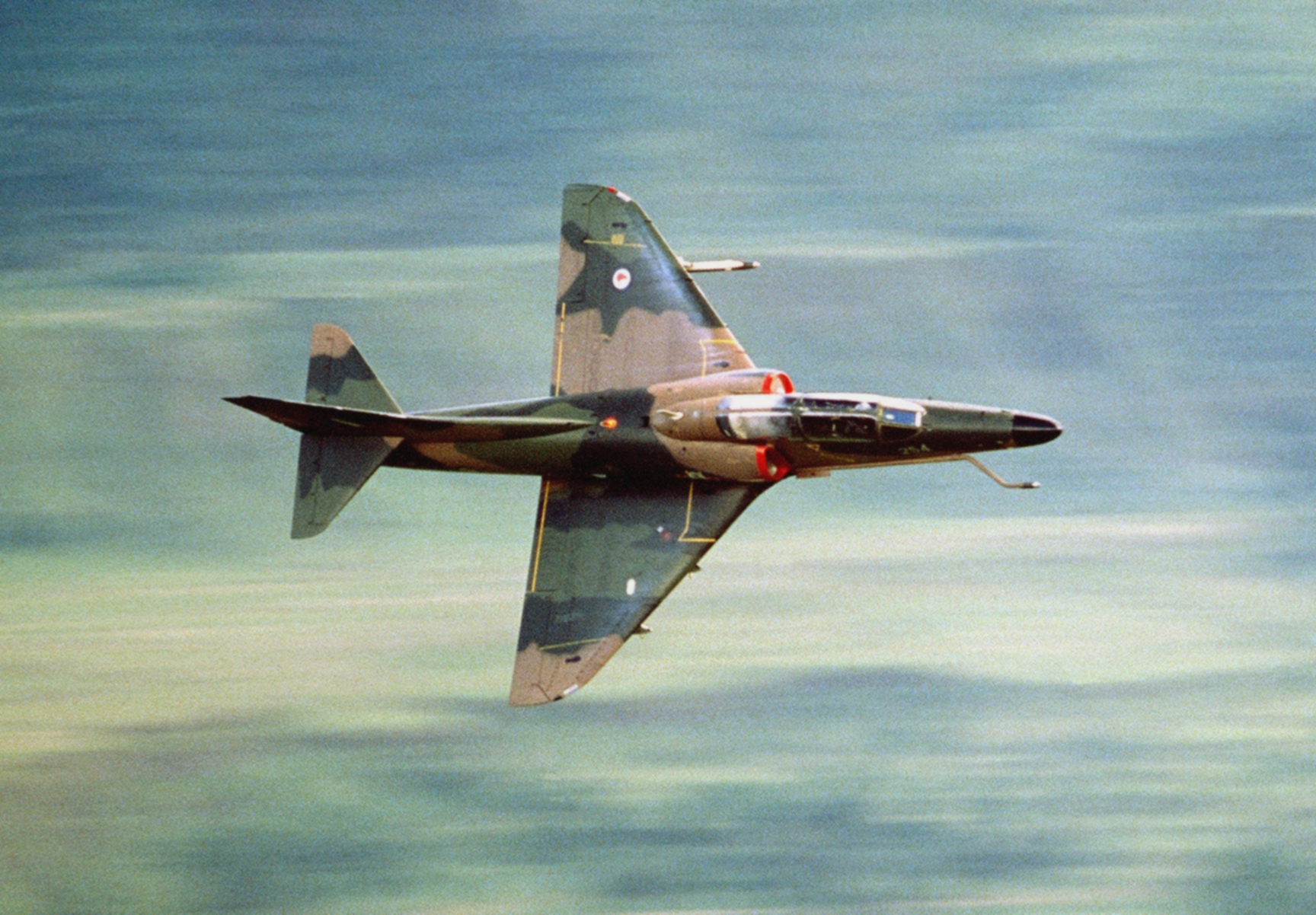
Un TA-4K biplace de l'armée de l'air de Nouvelle-Zélande

  - Force aérienne royale néo-zélandaise - En 1968, la Nouvelle-Zélande commande à son tour une dizaine de A-4K, version avec une électronique simplifiée. Livrés en 1970, complétés ensuite par des A-4 australiens, tous ces avions subissent un programme de modernisation de l'avionique durant la seconde moitié des années 1980 : le programme Kahu.
- Singapour 
  - Force aérienne de la république de Singapour - Singapour reçoit ses premiers A-4 en 1973, de vieux A-4B modernisés avec un réacteur plus puissant, des canons de calibre 30 mm, et une avionique plus récente. Une version d'entraînement spécifique est créée, avec deux postes de pilotage séparés contrairement aux autres A-4 biplaces. Ces avions sont complétés par une seconde série en 1980, cette fois avec des A-4C qui ne reçoivent qu'une partie des modifications. Au milieu des années 1980, tous ces avions sont remotorisés avec un General Electric F404, le même réacteur que le F/A-18 Hornet mais sans postcombustion. Quelques années plus tard, leur électronique est à nouveau modernisée.

## Dans la culture populaire
- Dans le film Top Gun, des A-4 Skyhawk sont utilisés par les instructeurs pour représenter les avions ennemis[14].
- L'A-4 apparaît également dans le jeu vidéo Ace Combat 2.
- Le pilote John McCain, qui fut candidat à la présidentielle américaine face à Barack Obama, pilotait un A-4E avant d'être abattu par un missile lancé par l'armée nord-vietnamienne. Ayant réussi à s'éjecter à temps il fut capturé et emprisonné pendant 5 ans[15].
- L'A-4 est aussi maintenant présent dans le jeu vidéo War Thunder, ajout de la mise à jour 1.97.
- Un A-4E est également disponible sur le simulateur DCS d'Eagle Dynamics comme mod gratuit.
- Dans le film de fiction La Somme de toutes les peurs, un A-4 Skyhawk israélien armé d'une bombe nucléaire américaine est abattu par un missile SAM syrien durant la guerre du Kippour, créant ainsi la situation initiale du récit.

### Développement lié

Utilisateurs actuels
Anciens utilisateurs

- Lockheed Martin A-4AR Fightinghawk
- ST Aerospace A-4SU Super Skyhawk
- Projet Kahu

### Aéronefs comparables
- Dassault Étendard IV
- Vought A-7 Corsair II
- AV-8A Harrier